# Persiscape
Genre
Persiscape est un genre d'araignées aranéomorphes de la famille des Agelenidae.

## Distribution
Les espèces de ce genre se rencontrent au Moyen-Orient, au Caucase et en Grèce.

## Liste des espèces
Selon World Spider Catalog (version 21.0, 07/04/2020) :
- Persiscape caspica Zamani & Marusik, 2020
- Persiscape caucasica (Guseinov, Marusik & Koponen, 2005)
- Persiscape ecbatana Zamani & Marusik, 2020
- Persiscape gideoni (Levy, 1996)
- Persiscape levyi (Guseinov, Marusik & Koponen, 2005)
- Persiscape nassirkhanii Zamani & Marusik, 2020
- Persiscape zagrosensis Zamani & Marusik, 2020

## Publication originale
- Zamani & Marusik, 2020 : A review of Agelenini (Araneae: Agelenidae: Ageleninae) of Iran and Tajikistan, with descriptions of four new genera. Arachnology, vol. 18, no 4, p. 368-386.